# Erdal Erzincan

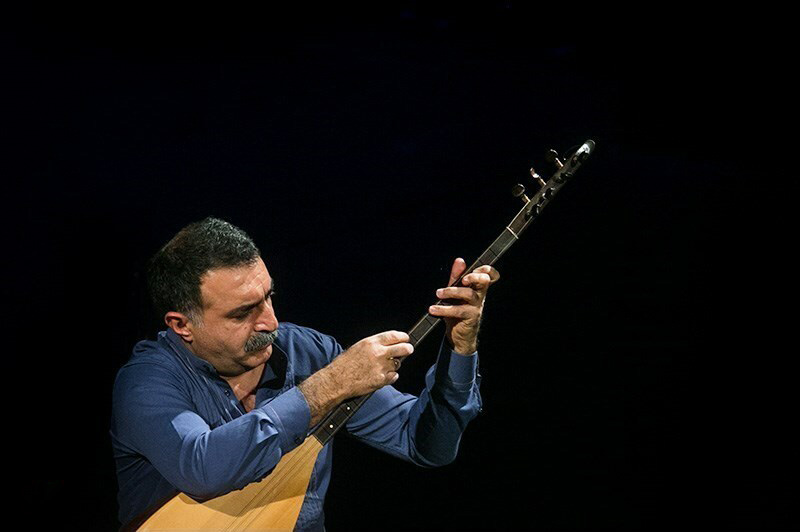
Erdal Erzincan, 2016

Erdal Erzincan (* 1971 in Erzurum) ist ein türkischer Musiker.

## Leben
Erdal Erzincan spielt die türkische Langhalslaute Saz und ist Sänger und Komponist. Er ist ein Schüler von Arif Sağ. Erzincan arbeitet unter anderem mit dem iranischen Kamantsche-Spieler Kayhan Kalhor zusammen.
Im Jahr 1990 gründete er das Erdal Erzincan Müzik Merkezi („Erdal-Erzincan-Musikzentrum“) in Istanbul.
Er ist mit der Sängerin und Saz-Spielerin Mercan Erzincan verheiratet.

## Diskografie

### Alben
- 1994: Töre
- 1996: Garip
- 1999: Gurbet Yollarında
- 2000: Anadolu
- 2002: Al Mendil
- 2006: Kervan
- 2008: Giriftar
- 2011: Girdab-ı Mihnet
- 2013: Bağlama Orkestrası
- 2016: Karasu
- 2018: Döngü
- 2019: Bağlama İçin Besteler
- 2019: Beş Bağlama Konserleri
- 2019: Şelpe
- 2020: Cemal Reşit Rey Konseri
- 2020: İki Telin İzinden
- 2022: Ağaçname
- 2024: Bağlama Repertuvarı
- 2025: Açış

### Kollaborationen
- 1997: Türküler Sevdamız (mit İsmail Özden & Tolga Sağ)
- 1998: Concerto For Bağlama (mit Arif Sağ)
- 2001: Türküler Sevdamız 2 (mit Tolga Sağ & Yılmaz Çelik)
- 2005: Türküler Sevdamız 3 (mit Tolga Sağ, Yılmaz Çelik & Muharrem Temiz)
- 2006: The Wind (mit Kayhan Kalhor)

### Singles (Auswahl)
- 1997: Ağlasam Mı (mit İsmail Özden & Tolga Sağ)
- 1997: Ey Erenler (mit İsmail Özden & Tolga Sağ)
- 1997: Yar Senin Derdinden
- 1998: Nem Kaldı
- 1998: İnsan Kısım Kısım
- 1998: Yandım Allah
- 2002: Al Mendil
- 2005: Ateş-i Aşkına - Semah (mit Tolga Sağ, Yılmaz Çelik & Muharrem Temiz)
- 2005: Ali'ye Selman Olasın - Duaz-ı İmam (mit Tolga Sağ, Yılmaz Çelik & Muharrem Temiz)
- 2014: Bugün Bize Pir Geldi
- 2015: Kâinatın Aynasıyım
- 2018: Darıldım (mit Mercan Erzincan)

## Schriften
- mit Arif Sağ: Bağlama metodu. Bağlama düzeni. Pan, İstanbul 2009. 4. Auflage 2013, ISBN 978-9944-396-64-6.